# 高鐵桃園站
- 關於臺灣鐵路管理局的車站，請見「桃園車站 (臺鐵)」。
- 關於與本站共站的桃園機場捷運車站，請見「高鐵桃園站 (桃園捷運)」。

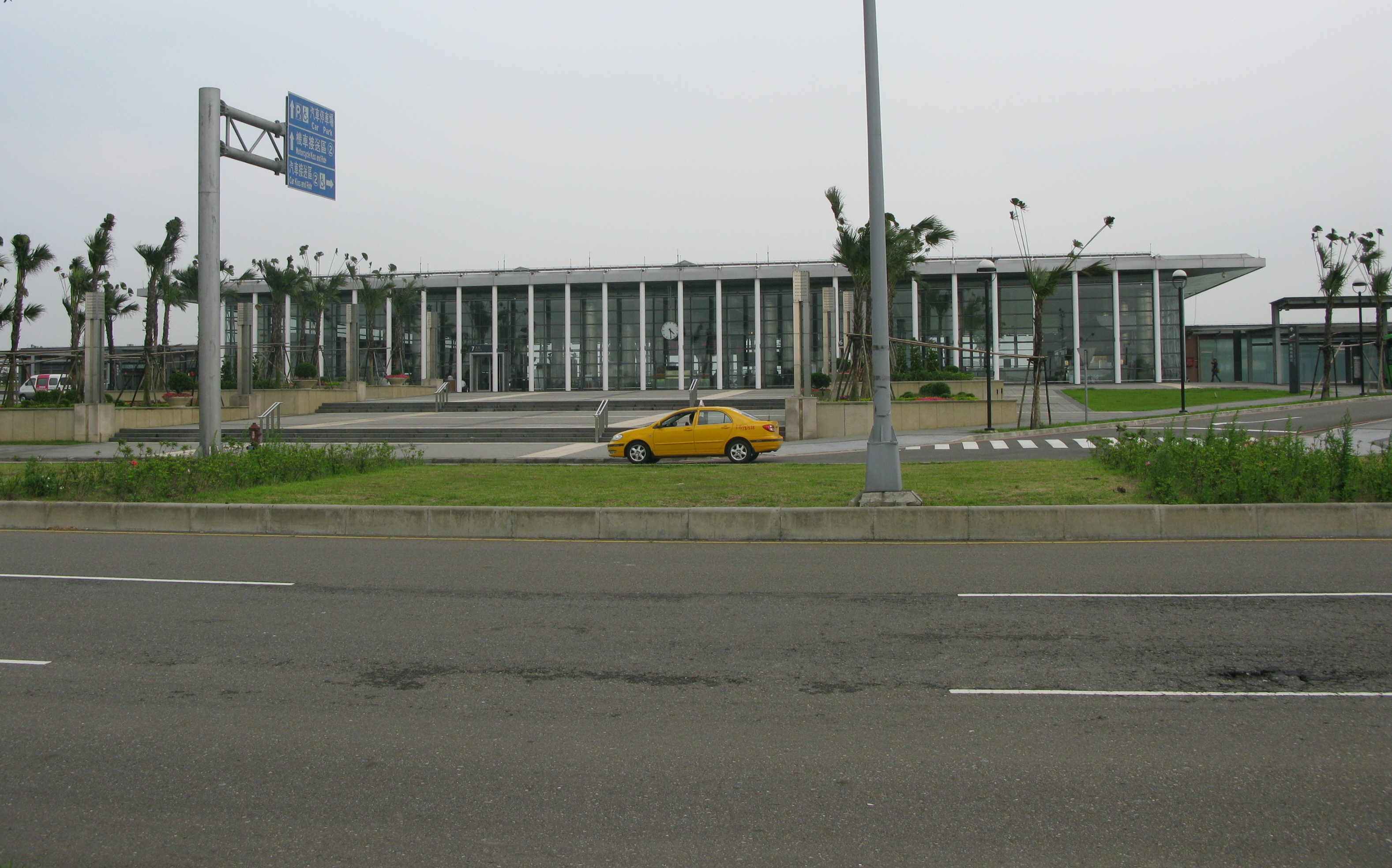
車站站體

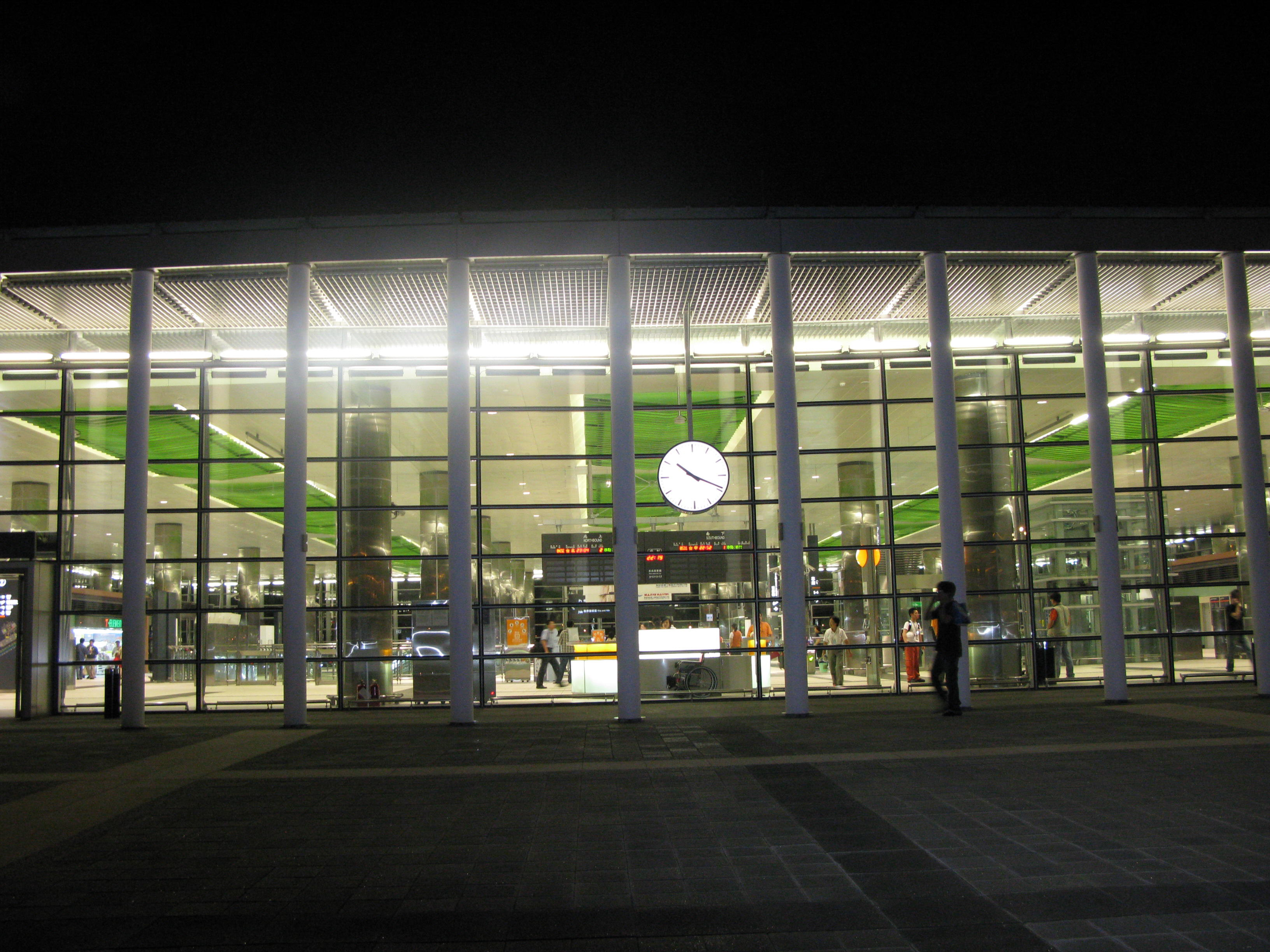
車站夜景

高鐵桃園站是台灣高鐵的鐵路車站，原規畫設址於桃園市八德區南邊，今位於桃園市中壢區青埔，俗稱高鐵青埔站。除了車站大廳與出入口外，台灣高鐵的運務管理中心及行控中心亦設於此。因受惠於機場捷運有同名車站共站，故成為台灣西部地區民眾往來桃園國際機場的重要轉運站。使用人次為高鐵車站第四名，次於台北、台中、左營等3站。

## 車站概要
車站因鄰近空軍桃園基地而有航空地域建築限制，且設站地點地勢較高，在經費允許下設計為地下車站，只有在進入高鐵站前，從高架路線轉為地下路線，其餘路線在桃園全境內皆為高架路線。由於月台與軌道皆設於地下，為了解決列車高速通過引起的活塞效應而需設置解壓井，但初通車時解壓井設計不當，列車時速被限制為120公里；直到2011年改善工程完成，列車才得以以正常的高鐵通過列車時速300公里通過。空軍桃園基地也因航空限高解編而於2013年6月解除。
桃園機場捷運高鐵桃園站位於高鐵車站北邊高鐵北路一段上，除了經由戶外通道與高鐵車站一樓連接外，另設有專用通道和閘門與高鐵車站地下一樓連接，高鐵旅客可藉由此來往臺灣桃園國際機場及桃園市、新北市、臺北市等沿線地區。

## 歷史
- 2002年5月30日：開始動工。
- 2006年11月10日：正式啟用。
- 2007年1月5日：高鐵板橋－左營段通車，開始停靠列車[8]。
- 2009年12月16日：增設中華航空報到櫃檯[9]。
- 2010年3月1日：增設長榮航空報到櫃檯。
- 2014年2月28日：撤除長榮航空報到櫃檯。
- 2015年1月1日：撤除中華航空報到櫃檯[10]。
- 2017年3月2日：桃園捷運機場線高鐵桃園站啟用。
- 2018年春季連續假期疏運期間：因應桃園機場旅運需求，台灣高鐵新增連續假期限定之半直達車，為區分當時13xx次為南港發車後停靠台北、板橋後直達台中，台中以南各站皆停，因此千位數將以「33xx次」代表該車次不停板橋，增停桃園（期間班距額度為9至37班，車次編號為3300至3349之間，停靠站採用與南下333次相同的停站方式：南港發車後停靠台北、桃園後直達台中（不停板橋），台中以南各站皆停）。
- 2018年7月1日：高鐵大改點，3xx/13xx次（台中以北直達，台中以南各站皆停）不停靠板橋站，並改為停靠本站。

## 車站構造
- 高鐵桃園站為地下車站，設有側式月台兩座，總樓地板面積為81,516平方公尺[11]。
- 與桃園捷運高鐵桃園站共站。

### 月台配置
| 1 | 1      | 臺灣高速鐵路（南下） | 往 左營 方向       |
| 2 | 無月台 | 臺灣高速鐵路（南下） | 通過線             |
| 3 | 無月台 | 臺灣高速鐵路（北上） | 通過線             |
| 4 | 2      | 臺灣高速鐵路（北上） | 往 臺北、南港 方向 |

### 車站樓層

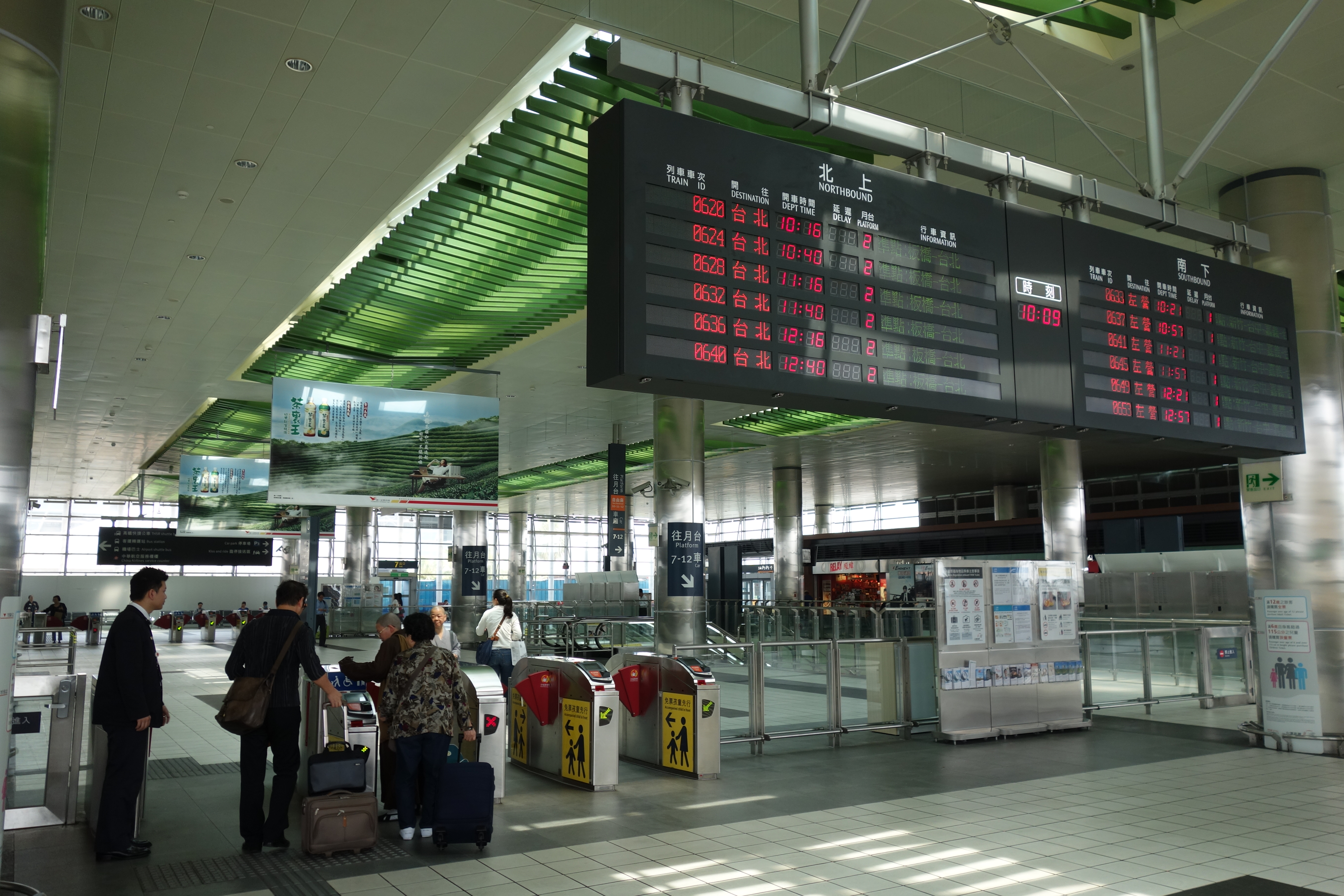
高鐵桃園站驗票閘門

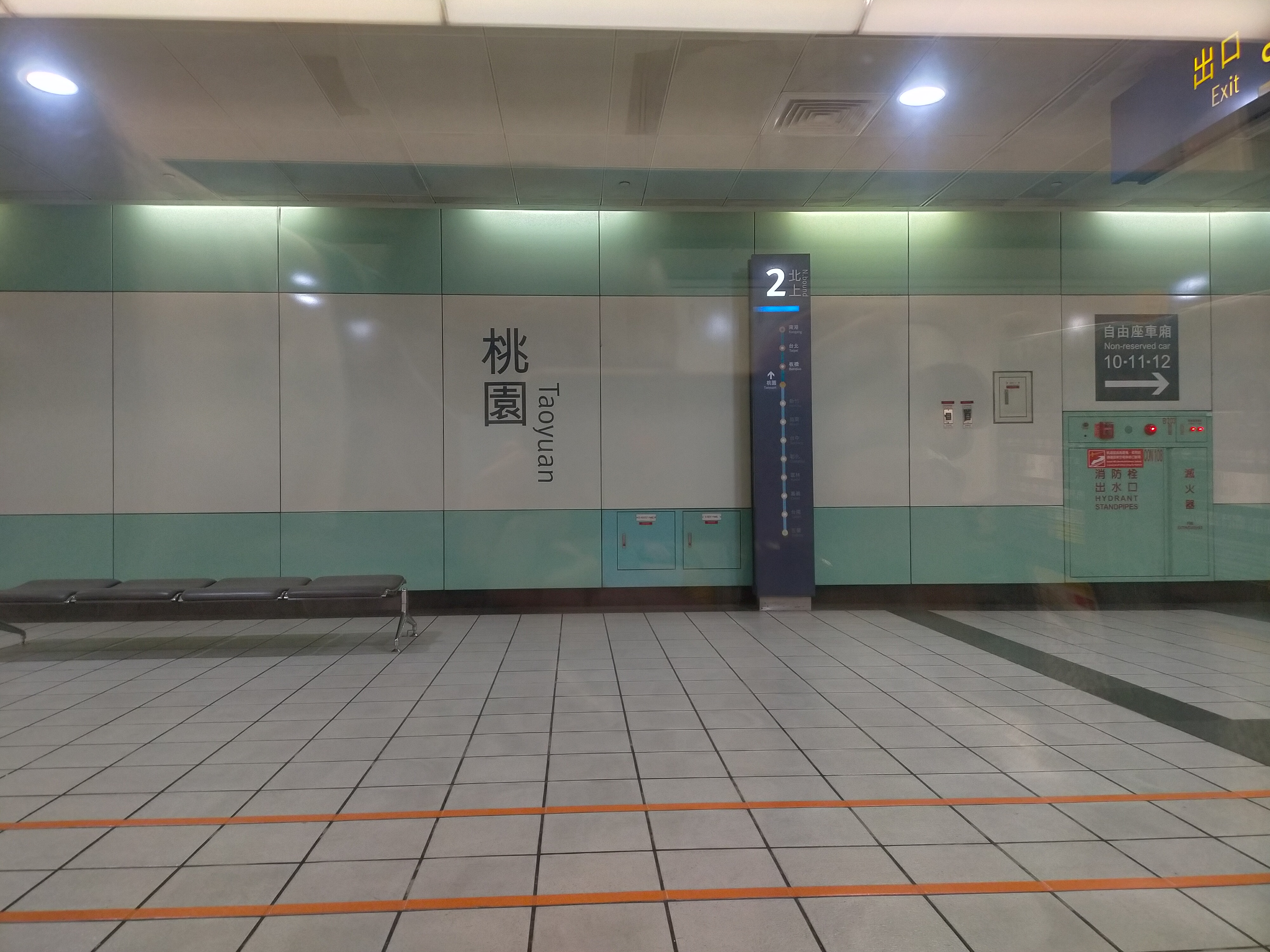
高鐵桃園站北上路線圖

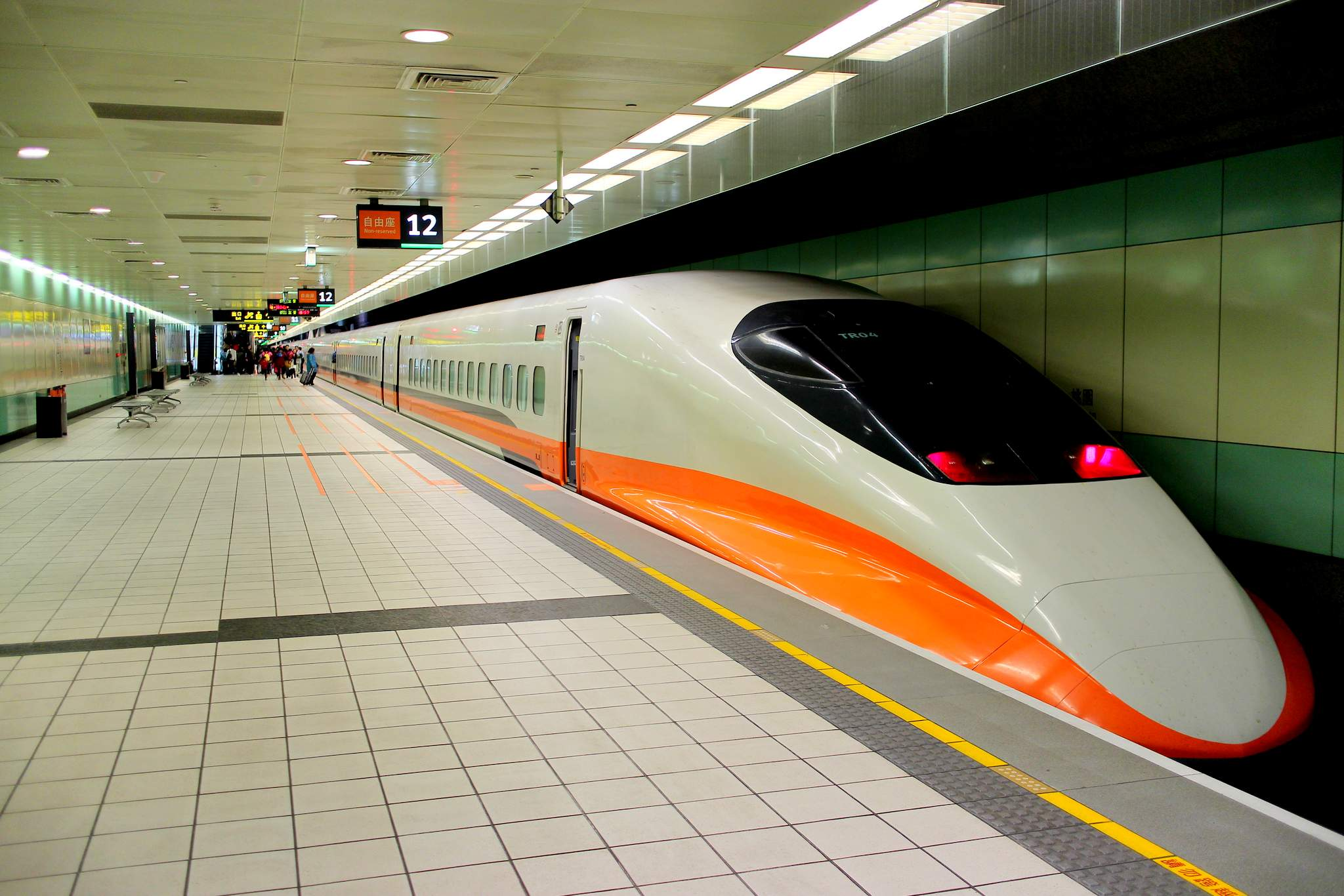
一般列車停靠於南下月台

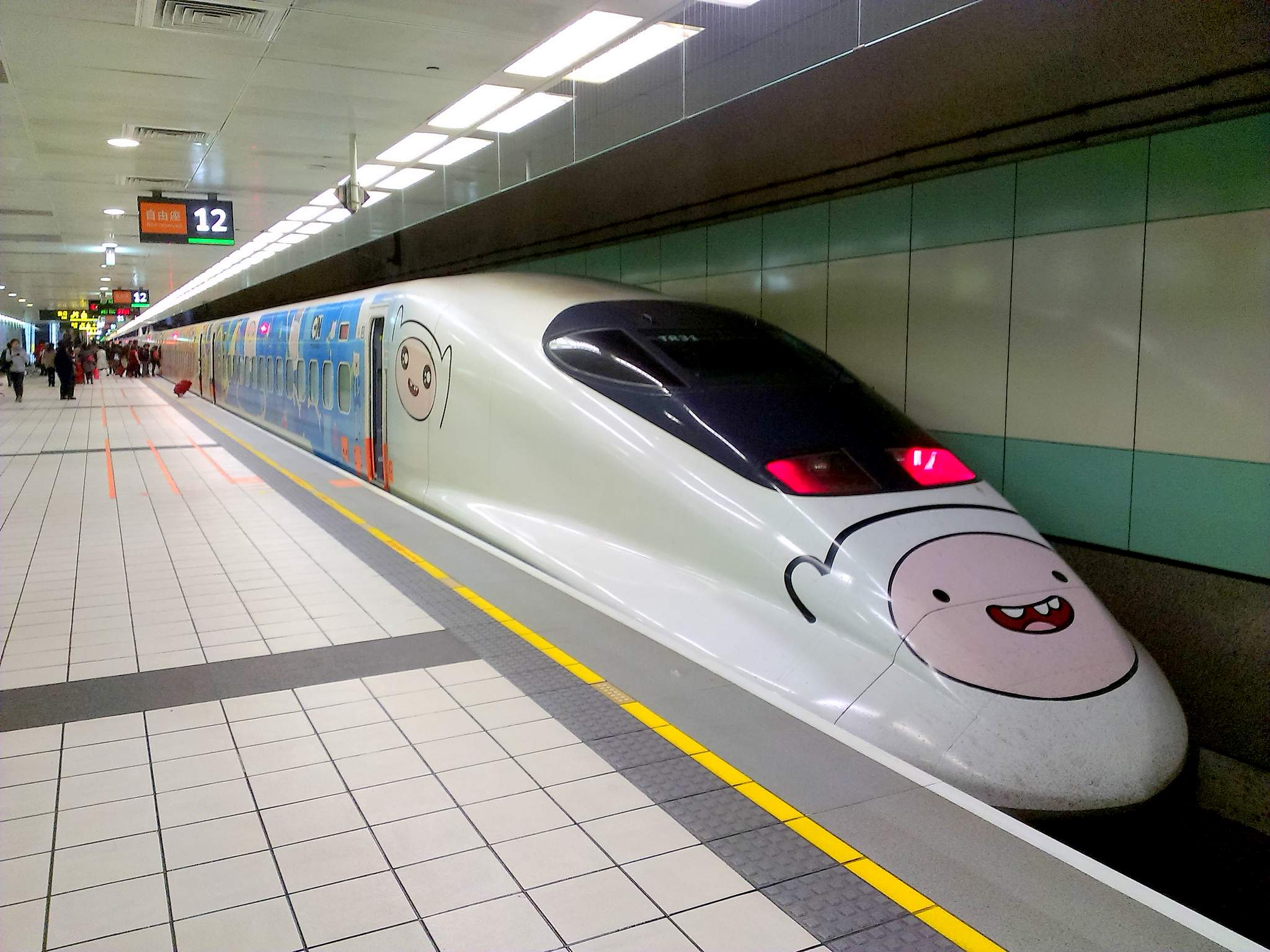
卡通頻道動畫人物造型列車停靠於南下月台

| 地面 | 大廳層 | 出入口、售票處、自動售票機、驗票閘門 洗手間、服務台、旅遊服務中心、商店 停車場、客運轉運站、計程車排班區、接送區 |

| 地下 一樓 | 穿堂層                          | 等候區、洗手間、育嬰室、商店                                            |
| 地下 一樓 | 穿堂層                          | 售票處、自動售票機、驗票閘門 人行通道（通往桃園捷運高鐵桃園站地上二樓） |
| 地下 二樓 |                                 |                                                                         |
| 側式月台  |                                 |                                                                         |
| 1號月台   | 台灣高鐵 往 左營 方向（新竹站） |                                                                         |
| 通過線    | 南下列車通過線                  |                                                                         |
| 通過線    | 北上列車通過線                  |                                                                         |
| 2號月台   | 台灣高鐵 往 南港 方向（板橋站） |                                                                         |
| 側式月台  |                                 |                                                                         |

## 利用狀況
根據2024年資料，本站每日旅運量約為49,869人次，在台灣高鐵各站中排行第4名。
| 年   | 歷年旅客人次紀錄 | 歷年旅客人次紀錄 | 歷年旅客人次紀錄 | 歷年旅客人次紀錄 | 歷年旅客人次紀錄 | 歷年旅客人次紀錄 |
| 年   | 全年             | 全年             | 全年             | 全年             | 1日平均          | 1日平均          |
| 年   | 進站             | 出站             | 計               | 來源             | 進站             | 進出站           |
| ---- | ---------------- | ---------------- | ---------------- | ---------------- | ---------------- | ---------------- |
| 2007 | 977,525          | 912,346          | 1,889,871        | [ 5 ]            | 2,707            | 5,235            |
| 2008 | 2,148,825        | 2,000,195        | 4,149,020        | [ 5 ]            | 5,871            | 11,336           |
| 2009 | 2,417,447        | 2,074,254        | 4,491,701        | [ 5 ]            | 6,623            | 12,306           |
| 2010 | 3,024,317        | 2,834,538        | 5,858,855        | [ 5 ]            | 8,285            | 16,051           |
| 2011 | 3,483,660        | 3,320,390        | 6,804,050        | [ 5 ]            | 9,544            | 18,641           |
| 2012 | 3,965,712        | 3,796,604        | 7,762,316        | [ 5 ]            | 10,835           | 21,208           |
| 2013 | 4,376,039        | 4,249,967        | 8,626,006        | [ 5 ]            | 11,989           | 23,633           |
| 2014 | 4,425,252        | 4,311,480        | 8,736,732        | [ 5 ]            | 12,124           | 23,936           |
| 2015 | 4,624,459        | 4,545,553        | 9,170,012        | [ 5 ]            | 12,670           | 25,123           |
| 2016 | 5,465,067        | 5,405,128        | 10,870,195       | [ 5 ]            | 14,973           | 29,781           |
| 2017 | 5,995,895        | 5,907,698        | 11,903,593       | [ 5 ]            | 16,427           | 32,613           |
| 2018 | 6,482,997        | 6,418,279        | 12,901,276       | [ 5 ]            | 17,762           | 35,346           |
| 2019 | 7,122,801        | 7,082,084        | 14,204,885       | [ 5 ]            | 19,515           | 38,917           |
| 2020 | 5,741,854        | 5,845,729        | 11,587,583       | [ 5 ]            | 15,688           | 31,660           |
| 2021 | 4,173,624        | 4,244,468        | 8,418,092        | [ 5 ]            | 11,435           | 23,063           |
| 2022 | 5,429,903        | 5,601,862        | 11,031,765       | [ 5 ]            | 14,836           | 30,141           |
| 2023 | 8,410,633        | 8,312,170        | 16,722,803       | [ 5 ]            | 22,980           | 45,691           |
| 2024 | 9,234,811        | 9,017,109        | 18,251,920       | [ 5 ]            | 25,232           | 49,869           |

## 腳註

### 來源資料
1. 1 2  . 臺灣高鐵客運運輸情形－中華民國113年12月. 臺灣高鐵. 2024-12  [2015-01-26].
2. ↑  https://www.taiwan-panorama.com/Articles/Details?Guid=b68e8d83-3db3-4a2f-a4e9-54cf7ca895be&CatId=7 （页面存档备份，存于） 八德的地價傳奇]
3. ↑  . mygonews. 2015-12-18  [2016-05-09]. （原始内容存档于2016-09-15）.
4. ↑  . 聯合新聞網. 2011-03-22  [2014-08-17]. （原始内容存档于2014-08-19）.
5. 1 2  . 交通部統計查詢網.   [2025-05-19]. （原始内容存档于2025-05-20）.
6. ↑  游皓婷. . TVBS新聞. 2007-04-07  [2012-11-04]. （原始内容存档于2020-02-06） （中文（臺灣））.
7. ↑  中時電子報. . 中時電子報. 2013-07-15  [2017-02-09]. （原始内容存档于2017-02-11） （中文（臺灣））.
8. ↑  . 華視/Youtube. 2016-12-29  [2020-01-09]. （原始内容存档于2020-04-18）.
9. ↑  .   [2014-09-21]. （原始内容存档于2016-03-05）.
10. ↑  .   [2016-08-01]. （原始内容存档于2016-08-14）.
11. ↑  .   [2014-09-21]. （原始内容存档于2014-12-26）.
12. ↑  . ETToday 新聞雲. 2016-07-07  [2021-01-19]. （原始内容存档于2021-05-18）.

## 外部連結
- 桃園車站（台灣高鐵公司） （页面存档备份，存于）
- 交通部高速鐵路工程局 （页面存档备份，存于）
- 高鐵桃園車站特定區 （页面存档备份，存于）